# Eigenmannia microstoma
Eigenmannia microstoma is een straalvinnige vissensoort uit de familie van de Amerikaanse mesalen (Sternopygidae). De wetenschappelijke naam van de soort is voor het eerst geldig gepubliceerd in 1852 door Reinhardt.